# 卢斯·玛丽亚·索诺萨
卢斯·玛丽亚·索诺萨（西班牙語：Luz María Zornoza，1994年10月15日—），秘魯女子羽毛球運動員。

## 簡歷
2015年8月，卢斯·玛丽亚·索诺萨參加印尼雅加達舉行的世界羽毛球錦標賽，與凯瑟琳·温德合作出戰女子雙打項目，首圈就以0比2（5-21、12-21）不敵泰國的宗功攀·吉迪特拉恭/拉温达·巴宗哉出局。

## 主要比賽成績
只列出曾進入準決賽的國際賽事成績：
| 年份   | 賽事                   | 公開賽級別 | 項目     | 拍檔              | 成績   |
| ------ | ---------------------- | ---------- | -------- | ----------------- | ------ |
| 2009年 | 泛美洲青年羽毛球錦標賽 | 其他       | 混合團體 | －                | 亞軍   |
| 2010年 | 泛美洲青年羽毛球錦標賽 | 其他       | 混合團體 | －                | 亞軍   |
| 2011年 | 泛美洲青年羽毛球錦標賽 | 其他       | 女子雙打 | Micaela Rivero    | 亞軍   |
| 2013年 | 吉拉爾迪拉羽毛球賽     | 國際系列賽 | 女子雙打 | 丹妮拉·马西亚斯   | 亞軍   |
| 2013年 | 吉拉爾迪拉羽毛球賽     | 國際系列賽 | 混合雙打 | Sebastian Macias  | 準決賽 |
| 2013年 | 阿根廷羽毛球國際賽     | 未來系列賽 | 女子雙打 | 丹妮拉·马西亚斯   | 亞軍   |
| 2013年 | 秘魯羽毛球國際賽       | 國際挑戰賽 | 女子雙打 | Camila Duany      | 準決賽 |
| 2014年 | 吉拉爾迪拉羽毛球賽     | 國際系列賽 | 女子雙打 | 西村丹妮卡        | 冠軍   |
| 2014年 | 吉拉爾迪拉羽毛球賽     | 國際系列賽 | 混合雙打 | 安德烈斯·科尔彭乔 | 亞軍   |
| 2014年 | 智利羽毛球國際賽       | 國際系列賽 | 女子單打 | －                | 亞軍   |
| 2014年 | 智利羽毛球國際賽       | 國際系列賽 | 女子雙打 | 凯瑟琳·温德       | 冠軍   |
| 2014年 | 智利羽毛球國際賽       | 國際系列賽 | 混合雙打 | 安德烈斯·科尔彭乔 | 亞軍   |
| 2014年 | 危地馬拉羽毛球國際賽   | 國際挑戰賽 | 混合雙打 | 安德烈斯·科尔彭乔 | 準決賽 |
| 2014年 | 泛美洲羽毛球錦標賽     | 其他       | 混合雙打 | 安德烈斯·科尔彭乔 | 季軍   |
| 2014年 | 巴西羽毛球國際賽       | 國際挑戰賽 | 女子雙打 | 凯瑟琳·温德       | 準決賽 |
| 2014年 | 蘇利南羽毛球國際賽     | 國際系列賽 | 女子單打 | －                | 準決賽 |
| 2014年 | 蘇利南羽毛球國際賽     | 國際系列賽 | 女子雙打 | 凯瑟琳·温德       | 冠軍   |
| 2014年 | 蘇利南羽毛球國際賽     | 國際系列賽 | 混合雙打 | 安德烈斯·科尔彭乔 | 亞軍   |
| 2015年 | 秘魯羽毛球國際系列賽   | 國際系列賽 | 女子雙打 | 凯瑟琳·温德       | 準決賽 |
| 2015年 | 秘魯羽毛球國際系列賽   | 國際系列賽 | 混合雙打 | 安德烈斯·科尔彭乔 | 亞軍   |
| 2015年 | 吉拉爾迪拉羽毛球賽     | 國際系列賽 | 混合雙打 | 安德烈斯·科尔彭乔 | 準決賽 |
| 2015年 | 智利羽毛球國際賽       | 國際系列賽 | 女子雙打 | 凯瑟琳·温德       | 準決賽 |
| 2015年 | 智利羽毛球國際賽       | 國際系列賽 | 混合雙打 | 安德烈斯·科尔彭乔 | 準決賽 |
| 2015年 | 聖多明哥羽毛球公開賽   | 國際系列賽 | 女子雙打 | 凯瑟琳·温德       | 冠軍   |
| 2015年 | 聖多明哥羽毛球公開賽   | 國際系列賽 | 混合雙打 | 安德烈斯·科尔彭乔 | 準決賽 |
| 2016年 | 秘魯羽毛球國際系列賽   | 國際系列賽 | 女子雙打 | 寶拉·拉托雷·瑞格  | 準決賽 |
| 2016年 | 秘魯羽毛球國際系列賽   | 國際系列賽 | 混合雙打 | 迭戈·米尼         | 亞軍   |
| 2016年 | 吉拉爾迪拉羽毛球賽     | 國際系列賽 | 女子雙打 | 丹妮拉·马西亚斯   | 冠軍   |
| 2016年 | 泛美洲羽毛球錦標賽     | 其他       | 混合團體 | －                | 季軍   |
| 2016年 | 泛美洲羽毛球錦標賽     | 其他       | 女子雙打 | 寶拉·拉托雷·瑞格  | 亞軍   |
| 2016年 | 泛美洲羽毛球錦標賽     | 其他       | 混合雙打 | 迭戈·米尼         | 季軍   |

| 2007-2017年 | 首要超級賽 | 超級賽 | 黃金大獎賽 | 大獎賽 | 國際挑戰賽 | 國際系列賽 | 未來系列賽 | 其他 |

| 2018-2026年 | 總決賽 | 超級1000賽 | 超級750賽 | 超級500賽 | 超級300賽 | 超級100賽 | 國際挑戰賽 | 國際系列賽 | 未來系列賽 | 其他 |

### 奧運會和世錦賽參賽紀錄
|          | 搭檔        | 2015 |
| -------- | ----------- | ---- |
| 女子雙打 | 凯瑟琳·温德 | 48強 |